# Heian Nidan
È il secondo dei cinque kata "Heian" (i cui ideogrammi stanno a significare "Pace e tranquillità") dello stile Shotokan. Originariamente tutti i kata Heian si chiamavano Pinan. La prima parte del nome (Heian) identifica la basilarità del kata e significa "Pace e tranquillità", mentre la seconda (Nidan) indica la sua posizione nell'ambito dei kata: secondo livello, dopo Heian Shodan.
Alcuni fanno risalire l'origine al maestro cinese Koshokun (Kushanku) creatore di Kaccidere e trasformandoli in una forma di ginnastica e di difesa personale.
Per questo motivo cominciano con una parata, espressione di umilta e da Heiwa-Antei (Pace e Calma) divennero Heian o Pinan.

## Schema del Kata
1. Saluto (Rei) Musubi dachi
2. Nome del kata
3. Yoi Hachiji-dachi
4. Verso sinistra Ude uke sinistro Age uke destro in Kokutsu-dachi sinistro
5. Sul posto tettsui uchi sinistro e contemporaneamente ura zuki destro sotto alla parata
6. Tirare braccio destro al lato destro e colpire con il braccio sinistro con tettsui uchi in kokutsu dachi sinistro                                                                            #Ruotando sul posto di 180° verso destra senso orario Ude uke destro Age uke sinistro in Kokutsu-dachi destro
7. Sul posto tetsui uchi destro e contemporaneamente ura zuki sinistro sotto alla parata #Tirare braccio sinistro al lato sinistro e colpire con il destro con tettsui uchi in kokutsu dachi destro
8. Riunendo a metà della posizione kokutsu-dachi con il piede posteriore preparare con la gamba anteriore (destra) Yoko geri kekomi, colpire yoko geri destro e contemporaneamente uraken uchi destro
9. Posizionarsi, rivolti dalla parte opposta dello yoko geri, in Kokutsu dachi sinistro parare shuto uke sinistro
10. Avanzare Kokutsu-dachi destro parando shuto uke destro
11. Avanzare ancora in kokutsu-dachi shuto uke sinistro
12. Avanzare Zenkutsu dachi destro nukite destro con la mano sinistra sotto il gomito del braccio destro con kiai
13. Ruotare di 270° in senso antiorario mantenendo fermo il piede anteriore shuto uke in kokutsu dachi
14. Avanzando a 45° Shuto uke destro in Kokutsu dachi destro
15. Spostando il piede anteriore ruotare di 135° in senso orario Kokutsu dachi Shuto uke destro
16. Avanzando a 45° Shuto uke sinistro in Kokutsu dachi sinistro
17. Spostare il piede anteriore sinistro di 45° in senso antiorario in Zenkutsu-dachi sinistro parare gyaku uchi uke destro
18. Avanzando mae geri in zenkutsu dachi destro, gyaku zuki sinistro sul posto
19. Sul posto gyaku uchi uke sinistro
20. Avanzando mae geri in zenkutsu dachi sinistro, gyaku zuki destro sul posto
21. Avanzando zenkutsu dachi destro morote uke destro
22. Ruotando di 270° gradi in senso antiorario, tenendo fermo il piede anteriore, parata Gedan Barai sinistro in Zenkutsu dachi sinistro
23. Sul posto verso 45° parata Age Shuto Uke sinistro
24. Avanzando Zenkutsu dachi destro Age uke destro
25. Spostando il piede anteriore rotazione 135° in senso orario Gedan barai destro Zenkutsu dachi destro
26. Sul posto verso 45° parata Age Shuto Uke destro
27. Avanzando Zenkutsu dachi sinistro Age uke sinistro con kiai
28. Spostare il piede sinistro Hachiji-dachi Yoi
29. Yoi
30. Saluto Musubi dachi
31. Yame

## Andamento schematizzato del Kata
- Immagine (JPG), su karate-psv-hattingen.de. URL consultato il 16 novembre 2005 (archiviato dall'url originale il 3 settembre 2009).